# Kurt Zeitzler

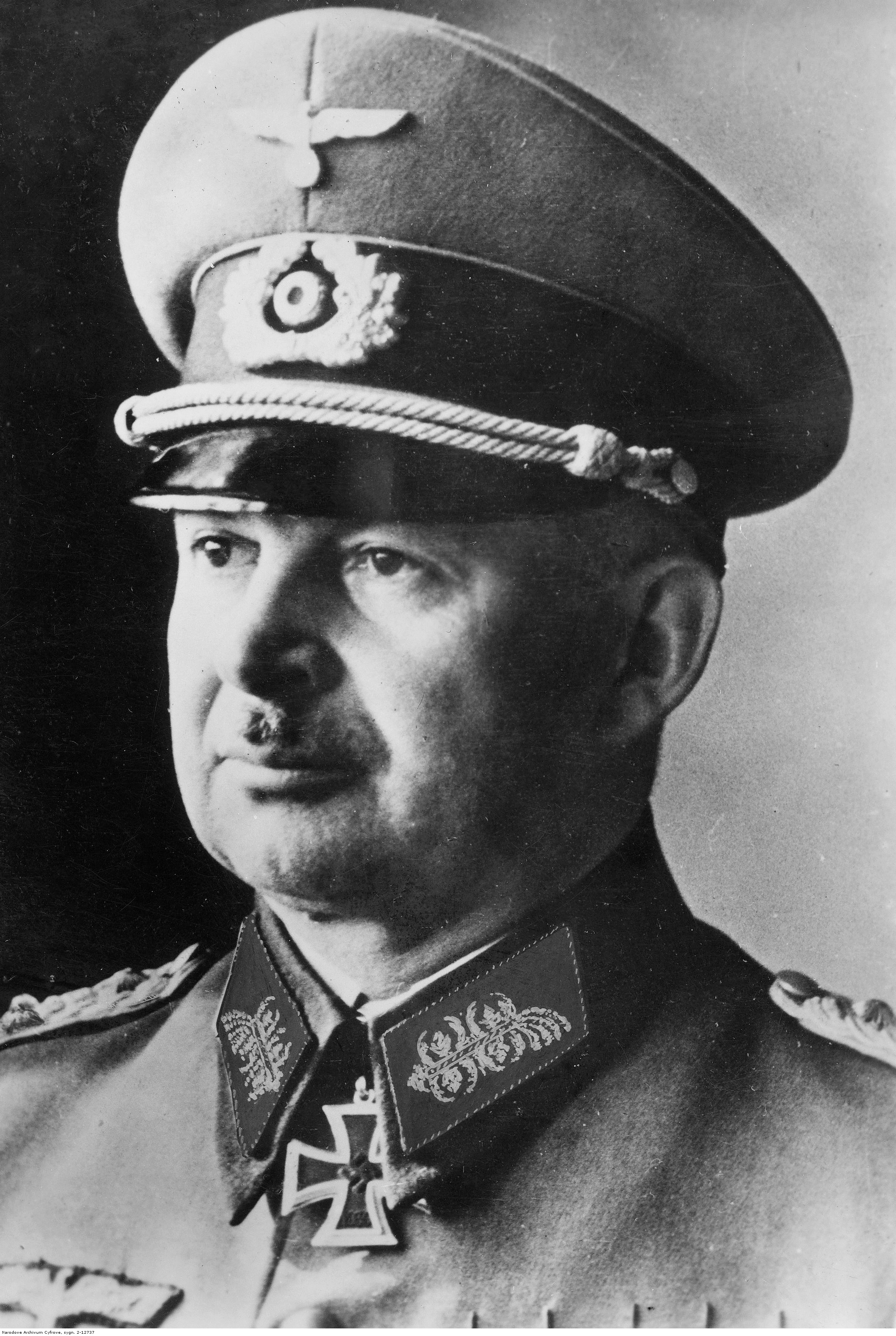
Kurt Zeitzler

Kurt Zeitzler (* 9. Juni 1895 in Goßmar, Provinz Brandenburg; † 25. September 1963 in Hohenaschau im Chiemgau) war ein deutscher Generaloberst und der letzte offizielle Generalstabschef des Heeres der Wehrmacht.

## Leben
Kurt Zeitzler stammt aus einer Spreewälder Pfarrersfamilie. Nach Ablegen der Reifeprüfung am humanistischen Gymnasium in Luckau trat er am 23. März 1914 als Fahnenjunker in das 4. Thüringische Infanterie-Regiment Nr. 72 in Torgau ein, mit dem er wenig später in den Ersten Weltkrieg zog. Als Leutnant (seit Dezember 1914) befehligte er unter anderem eine Pionierkompanie. Bei Kriegsende war er Oberleutnant und Regimentsadjutant.
Nach seiner Übernahme in die Reichswehr diente er unter anderem als Bataillonsadjutant und Zugführer im 18. Infanterie-Regiment. Seine Führergehilfenausbildung absolvierte er ab 1926 in verschiedenen Divisionsstäben und wurde im Januar 1928 zum Hauptmann befördert. Ab 1929 diente er für drei Jahre im Stab der 3. Division in Berlin und anschließend als Kompaniechef im 9. (Preußisches) Infanterie-Regiment in Berlin-Lichterfelde. Im Februar 1934 erfolgte die Versetzung ins Reichswehrministerium und wenig später die Beförderung zum Major. Seit Januar 1937 Oberstleutnant, war Zeitzler hier zuletzt in der Abteilung Landesverteidigung des Wehrmachtführungsamts im OKW tätig. Im April 1939 übernahm er dann als Kommandeur das Infanterie-Regiment 60 in Lüdenscheid und wurde am 1. Juni zum Oberst befördert.
Bei der Mobilmachung zum Überfall auf Polen Ende August 1939 wurde er zum Chef des Generalstabes des neuaufgestellten XXII. (motorisierten) Armeekorps unter Ewald von Kleist ernannt, das auf dem rechten Flügel der 14. Armee zum Einsatz kam. Im Westfeldzug 1940 organisierte er den Einsatz der nunmehrigen „Panzergruppe Kleist“, der eine entscheidende Rolle bei der Durchführung des „Sichelschnittplans“ zukam. Mit der im November 1940 unter von Kleist formierten Panzergruppe 1 nahm er im April 1941 am Balkanfeldzug teil und wurde hierfür am 18. Mai mit dem Ritterkreuz des Eisernen Kreuzes ausgezeichnet. Beim Angriff auf die Sowjetunion bildete die Panzergruppe (seit 5. Oktober 1. Panzerarmee) die Speerspitze der in die Ukraine vorgehenden Heeresgruppe Süd.
Die Beförderung Zeitzlers zum Generalmajor erfolgte am 1. Februar 1942. Im April dieses Jahres wurde er unter Generalfeldmarschall Gerd von Rundstedt Chef des Generalstabes der Heeresgruppe D/Oberbefehlshaber West im besetzten Frankreich. Nach der Entlassung von Generaloberst Franz Halder am 24. September 1942 wurde er – bei gleichzeitiger Beförderung zum General der Infanterie – zu dessen Nachfolger als Chef des Generalstabes des Heeres berufen. Durch die Ernennung Zeitzlers zum Generalstabschef und somit engsten Berater für die Ostfront erhoffte sich Hitler mehr Rückhalt für seine risikoreiche Kriegsführung.
Als sich im Spätherbst 1942 ein Scheitern des deutschen Angriffes auf Stalingrad abzeichnete und speziell nach der Einkesselung der 6. Armee, kam es zu schweren Konflikten mit Hitler, da Zeitzler auf Drängen des Oberbefehlshabers der 6. Armee, Generaloberst Friedrich Paulus, mehrmals darum bat, einem Rückzug bzw. später Ausbruch aus dem Kessel zuzustimmen. Dieses Ansinnen wurde von Hitler kategorisch zurückgewiesen. Zeitzler reduzierte daraufhin seine eigene Nahrungsaufnahme auf die Rationen der eingeschlossenen Truppen in Stalingrad. Nachdem er auf diese Weise 12 kg an Gewicht verloren hatte, befahl Hitler ihm, dies einzustellen.
Nach dem Ende der Schlacht von Stalingrad Anfang Februar 1943 gelang es Zeitzler, Rückzugsbefehle für die im Frontbogen von Rschew westlich von Moskau und im Kessel von Demjansk kämpfenden Truppen zu erhalten. An den ursprünglichen Planungen für das Unternehmen Zitadelle maßgeblich beteiligt, lehnte er es nach dessen Fehlschlag ab, hierfür die Verantwortung zu übernehmen, da Hitler entgegen seinem Rat den Angriffstermin mehrfach verschoben hatte.
Am 30. Januar 1944, am selben Tag wie Alfred Jodl, erfolgte seine Beförderung zum Generaloberst. Als Zeitzler nach der auf die Schlacht von Kursk folgenden Serie von Niederlagen der Wehrmacht bis Mitte 1944, zuletzt dem Zusammenbruch der Heeresgruppe Mitte, die Sinnlosigkeit weiterer Kampfhandlungen begriff, bat er Hitler mehrfach vergeblich um seine Ablösung. Daraufhin meldete sich Zeitzler Anfang Juli krank. In seiner Vertretung amtierte der Leiter der Operationsabteilung des Generalstabs, Generalleutnant Adolf Heusinger, bis er durch das Attentat vom 20. Juli 1944 verletzt wurde. Mit der Wahrnehmung der Geschäfte wurde danach Generaloberst Heinz Guderian beauftragt.
An der Verschwörung gegen Hitler, die zu dem Attentat geführt hatte, war Zeitzler nicht beteiligt. Sein Adjutant Günther Smend hatte vergeblich versucht, ihn zur Teilnahme zu bewegen. Da jedoch mehrere seiner Untergebenen der Beteiligung überführt oder verdächtig waren, sah sich Zeitzler genötigt, in einem persönlichen Brief an Hitler seine ungebrochene Treue zu beteuern. Nachdem er Mitte August 1944 in die Führerreserve versetzt worden war, wurde ihm im November 1944 vom Heerespersonalchef Generalleutnant Wilhelm Burgdorf mitgeteilt, dass auf Anweisung Hitlers eine weitere Verwendung nicht vorgesehen sei. Am 31. Januar 1945 erfolgte die endgültige Verabschiedung Zeitzlers aus der Wehrmacht, wobei ihm das weitere Tragen der Uniform untersagt wurde. Seine Bemühungen, sich gegen diese Verfügung mit Hilfe von Rundstedts und später Albert Speers zu wehren, blieben erfolglos.
Nach dem Ende des Zweiten Weltkrieges war Zeitzler bis Ende Februar 1947 in britischer Kriegsgefangenschaft. Er trat als Zeuge der Verteidigung bei den Nürnberger Prozessen auf und stellte sich anschließend der Operational History (German) Section der Historical Division der US-Armee zur Verfügung.
Zeitzler starb 1963 in Hohenaschau an Lungenkrebs.

## Auszeichnungen
- Eisernes Kreuz (1914) II. und I. Klasse[4]
- Friedrich-Kreuz[4]
- Verwundetenabzeichen (1918) in Schwarz[4]
- Ritterkreuz des Bulgarischen Militärverdienstordens mit Schwertern[4]
- Wehrmacht-Dienstauszeichnung IV. bis I. Klasse
- Spange zum Eisernen Kreuz II. und I. Klasse
- Freiheitskreuz I. Klasse mit Stern und Schwertern